# Carla Fernanda Fontana
Carla Fernanda Fontana é uma designer, capista e editora brasileira. É graduada em Comunicação Social com Habilitação em Editoração pela ECA-USP, mestre em Literatura Brasileira pela FAU-USP e doutora em Design pela mesma instituição. Trabalha como editora-assistente na Edusp e criou o design de capa de diversos livros da editora. Em 2018, ganhou o Prêmio ABEU, da Associação Brasileira de Editoras Universitárias, na categoria "Capa" pelos livros Romantismo Tropical: um Pintor Francês no Brasil (1º lugar) e Santuários Heterodoxos: Subjetividade e Heresia na Literatura Judaica da Europa Central (2º lugar), ambos publicados pela Edusp. No mesmo ano, ganhou o Prêmio Jabuti, também na categoria "Capa", pelo livro O Corego: Texto Anônimo do Século XVII sobre a Arte da Encenação.